# Альберто Суппичи (стадион)
Стадио́н имени Альбе́рто Суппи́чи, либо Стадион Суппичи, официально — Муниципальный кампус «Профессор Альберто Суппичи» (исп. Campus Municipal «Profesor Alberto Suppici») — футбольный стадион в городе Колония-дель-Сакраменто, административном центре департамента Колония (Уругвай).

## Информация
Расположен на Авениде Рамбла Костанера. Назван в честь уроженца города Колония-дель-Сакраменто Альберто Суппичи, который в качестве главного тренера привёл сборную Уругвая к победе на чемпионате мира 1930 года.
Стадион является частью обширной инфраструктуры клуба «Пласа Колония», включающей множество полей для подготовки молодых футболистов. По разным данным вмещает 10-12 тысяч зрителей.
В 2003 году стадион Альберто Суппичи, наряду с Доминго Бургеньо (Мальдонадо) и Сентенарио (Монтевидео), стал одной из трёх арен, на которых прошли матчи молодёжного чемпионата Южной Америки (до 20 лет). В Колонии-дель-Сакраменто состоялись 10 матчей группы B с участием сборных Аргентины (будущий чемпион), Колумбии, Парагвая, Чили и Венесуэлы.